# Người đẹp Bình Dương (phim)
Người đẹp Bình Dương, hay Chuyện Tam Nương, là một phim điện ảnh tình cảm, lãng mạn của Việt Nam Cộng hòa, do Nguyễn Thành Châu (Năm Châu) đạo diễn, công chiếu vào năm 1957. Truyện phim phỏng theo tích truyện dân gian Trung Hoa.

## Nội dung
Cốt truyện phim khá bi thảm, phản ánh một quan niệm gia đình phong kiến lỗi thời. Phim đề cao lòng hiếu thảo của cô con gái út Tam Nương dù bị gia đình ghét bỏ, khinh khi chỉ vì trời bắt xấu. Trải qua bao gian truân đầy ải, cô thoát xác thành một mỹ nhân, kết duyên cùng hoàng tử Kinh Luân tuấn tú và tài ba.
Địa danh "Bình Dương" được nhắc đến trong phim là ở Trung Quốc, vì Nguyễn Thành Châu dựa vào sách Trung Hoa để viết kịch bản.

## Diễn viên
- Thẩm Thúy Hằng... Tam Nương
- Nguyễn Đình Dần... Thái tử Kinh Luân
- Ba Vân... Người bán tơ
- Bảy Nhiêu... Ông Đạt
- Thúy Lan... Cô gái làng
- Kim Vui... Lan Hương
- Minh Tâm... Cúc Hương
- Xích Tùng... Tướng cướp Trương Thiên

## Đón nhận
Phim thành công về mặt doanh thu. Tên tuổi Thẩm Thúy Hằng gắn liền với biệt danh Người đẹp Bình Dương từ đây.